# Боссе, Гаральд Андреевич
Гаральд Юлиус Боссе (в русских текстах Гаральд Андреевич, Гаральд Эрнестович, Юлий Андреевич, нем. Harald Julius von Bosse; 17 [29] сентября 1812, Рига, Лифляндская губерния, Российская империя — 10 марта 1894, Дрезден, Саксония, Германская империя) — архитектор и художник периода эклектики, живший и работавший в Российской империи. Академик и профессор Императорской Академии художеств, статский советник.

## Биография
Гаральд-Юлиус Эрнестов сын родился 17 (29) сентября 1812 года (или 16 июля) в Лифляндской губернии, близ Риги. Отец  Эрнст-Готгильф Боссе, чей дед перебрался в Россию из Галле на Заале в 1726 году, в 1809 году женился в Риге на Вильгельмине Софи Даннемарк (1787–1884) — дочери городского музыканта Иоганна Георга Дэннемарка и Августы Доротеи Дресслер.
Г. Боссе начал обучение в 1828 году в Дрезденской академии (Dresdner Akademie) у Готфрида Земпера. Заканчивал архитектурное образование в 1829—1831 годах в Дармштадте у придворного директора строений Георга Моллера
В 1831 году переехал в Санкт-Петербург и начал работать чертёжником у А. П. Брюллова. Получил звания от Императорской Академии художеств: свободного художника (1832), академика (1842), профессора (1854).
С 1851 года работал в Главном управлении путей сообщения и публичных зданий. Руководил практикой учащихся Строительного училища. Его ученики: К. К. Андерсон, Л. Ф. Фонтана, Н. А. Гаккель, Р. А. Гёдике, М. А. Макаров. С 1851 по 1854 год работал в Риге. С 1854 года — надворный советник.
В 1858 году был назначен архитектором Императорского двора; получил чин коллежского советника. В 1860 году был награждён орденом Св. Владимира 4-й степени, в 1862 году произведён в чин статского советника и награждён орденом Святой Анны 2-й степени с императорской короной; 2 апреля 1865 года жалован дипломом на потомственное дворянское достоинство. С 1870 года — член Петербургского общества архитекторов.
Боссе занимал дом 15 на 4-й линии Васильевского острова, построенный в 1847—1849 годах по его собственному проекту.
С 1862 года жил с семьёй и работал в Германии, в Дрездене. Принадлежал к реформатской церковной общине Дрездена. Продолжал числиться придворным архитектором и 4 августа 1863 года был произведён в действительные статские советники; в 1875 году награждён саксонским орденом Альбрехта (командор I класса).
Скончался 10 марта 1894 года, на 82-м году жизни в Дрездене, где и похоронен на Троицком лютеранском кладбище.

## Творчество
Согласно эстетике периода историзма архитектор Боссе пробовал свои силы в разных «исторических стилях». В проектах загородных жилых домов конца 1830-х — середины 1840-х годов он работал преимущественно «в стиле английского коттеджа с использованием элементов готического декора».
Индивидуальный стиль архитектора претерпевал эволюцию, также в соответствии с тенденциями эпохи, от строгого классицизма к стилю неоренессанса. В стиле неоренессанса с характерными брамантовыми окнами построен Дом И. В. Пашкова на Литейном проспекте в Санкт-Петербурге (1841—1844), схожим образом оформлены фасады жилых домов по Большой Конюшенной улице, особняка Е. П. Салтыковой на Большой Морской, особняков М. В. Кочубея и А. А. Половцова. В фасаде особняка князя М. В. Кочубея на Конногвардейском бульваре (так называемый «Дом с маврами») архитектор Боссе, вероятно, под влиянием произведений своего учителя Готфрида Земпера в Дрездене, дал пример «безордерного ренессанса»: большие арочные окна, занимающие почти всю поверхность стены, дополнены рустовкой первого яруса и поясом арочек-машикулей в верхней части. Причём интерьеры этого здания оформлены в разных неостилях: парадная лестница в стиле необарокко, танцевальный зал в стиле неорококо, остальные комнаты: в византийском, мавританском, готическом стилях.
В другом особняке, князя Л. В. Кочубея на ул. Чайковского, фасад также оформлен в стиле неоренессанса с большими двойными венецианскими окнами, машикулями и рустовкой первого этажа, а интерьеры — «в стиле рокайля».
Фасад дома Е. М. Бутурлиной на улице Чайковского представляет собой один из самых ярких примеров «второго барокко» в Санкт-Петербурге. Недаром, многие, незнакомые с историей архитектуры, принимают эту постройку за творение Б. Ф. Растрелли XVIII века.
В проекте немецкой Реформатской церкви (1862—1865; здание не сохранилось) Г. Боссе создал «собирательный образ» многих памятников протестантских стран Северной Европы с элементами романо-готического стиля и высокой башней с шатровым навершием.
Многие постройки Боссе выполнял в стиле неоготики. Перестраивая, созданный А. П. Брюлловым, Будуар императрицы Марии Александровны в Зимнем дворце, Боссе выбрал стиль рококо, причём изначальный синий колорит сменил ярко-алым шёлком и вызолоченными деталями. Таков был творческий метод архитектора, предвещавший новые стилевые поиски эпохи модерна.

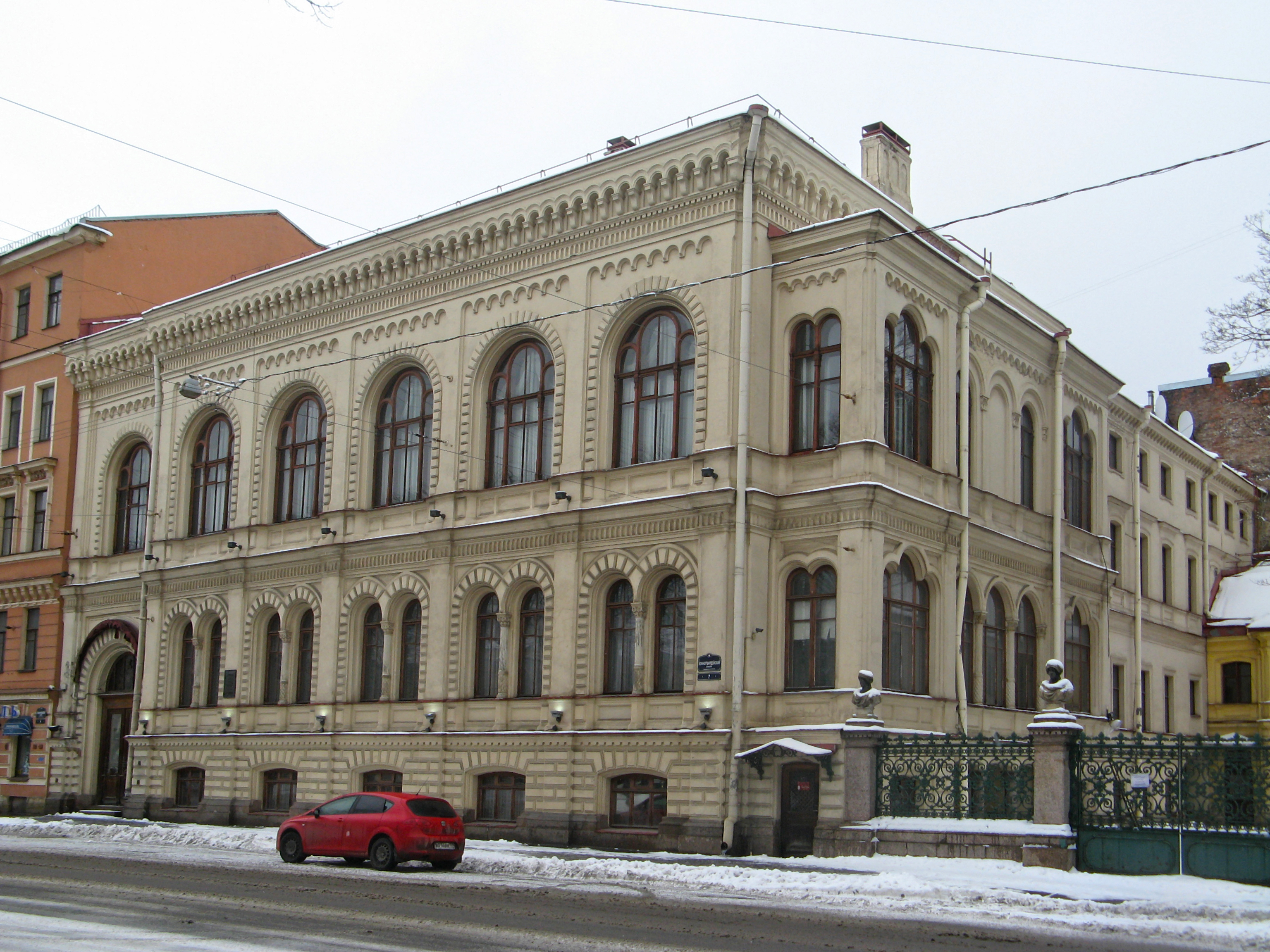
Особняк князя М. В. Кочубея на Конногвардейском бульваре. 1853—1857
Особняк князя Л. В. Кочубея на ул. Чайковского. 1845—1846
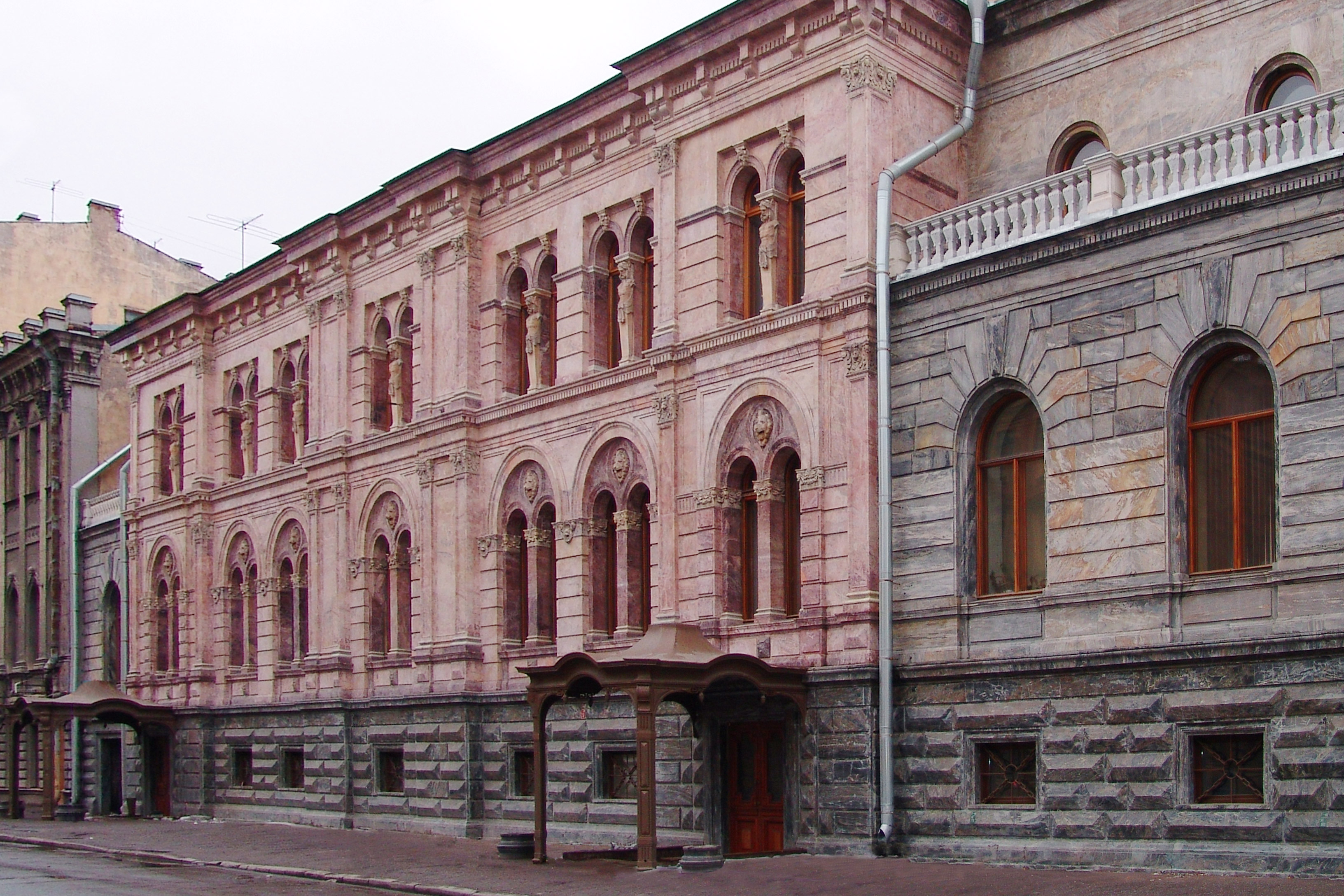
Дом графа Н. А. Кушелева-Безбородко на Гагаринской улице. 1840-е гг. Перестройка 1855—1862 гг. Архитектор Э. Я. Шмидт
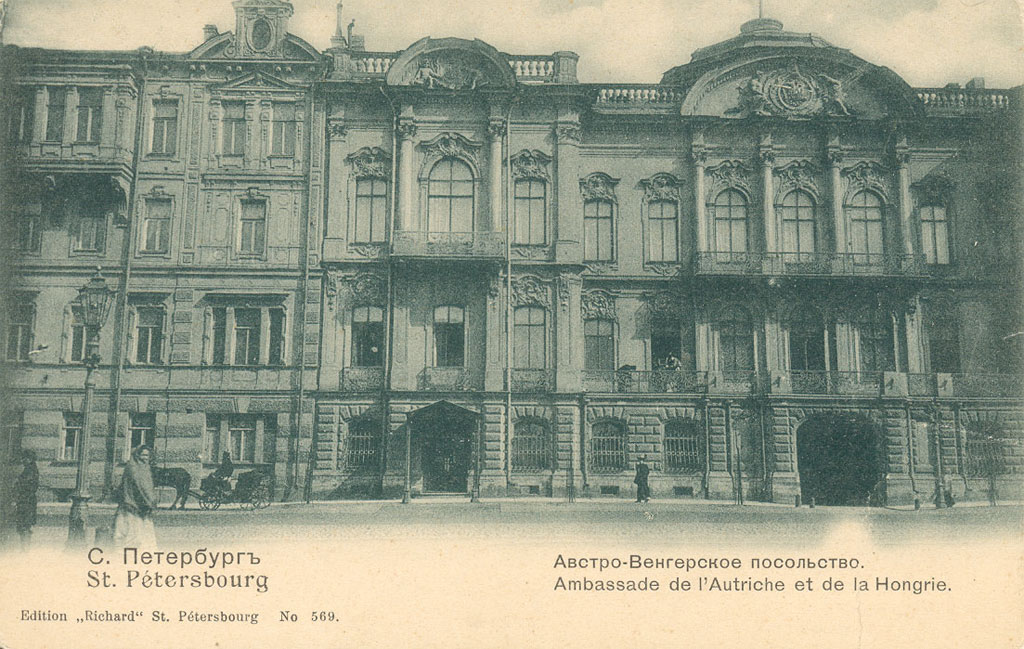
Дом Е. М. Бутурлиной. 1857—1860
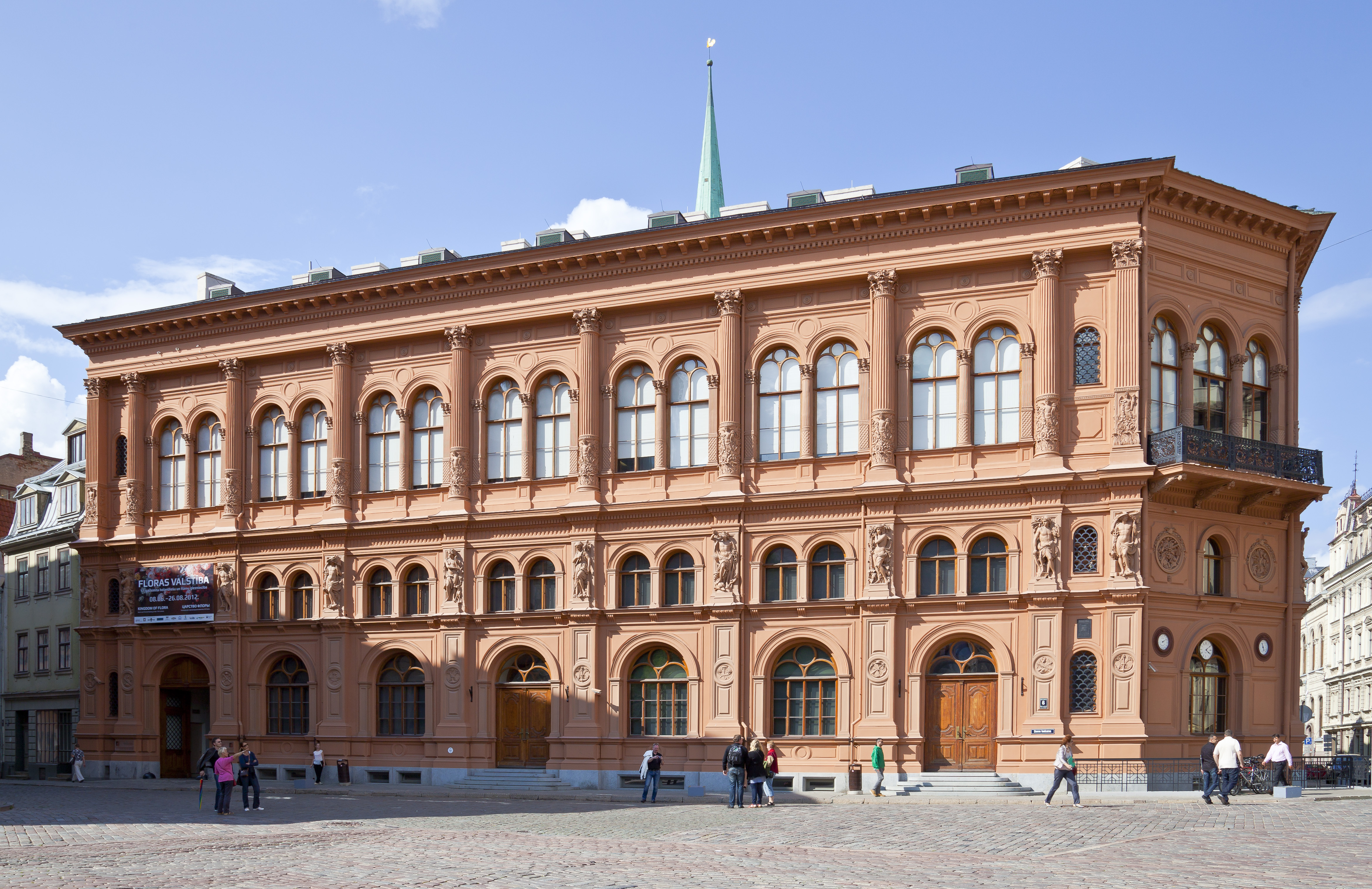
Здание Фондовой Биржи в Риге. 1852—1855
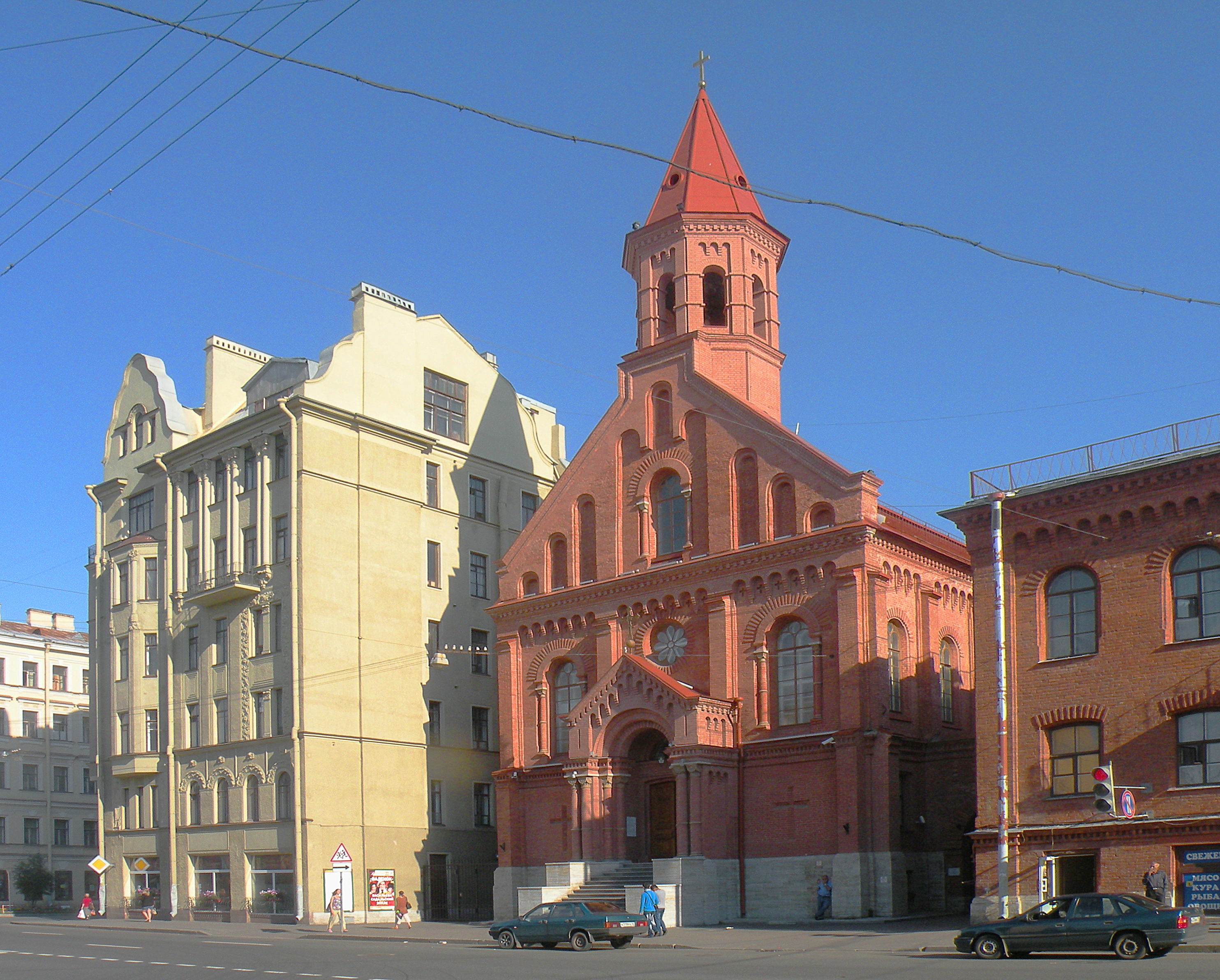
Церковь Св. апостола Иоанна. Санкт-Петербург
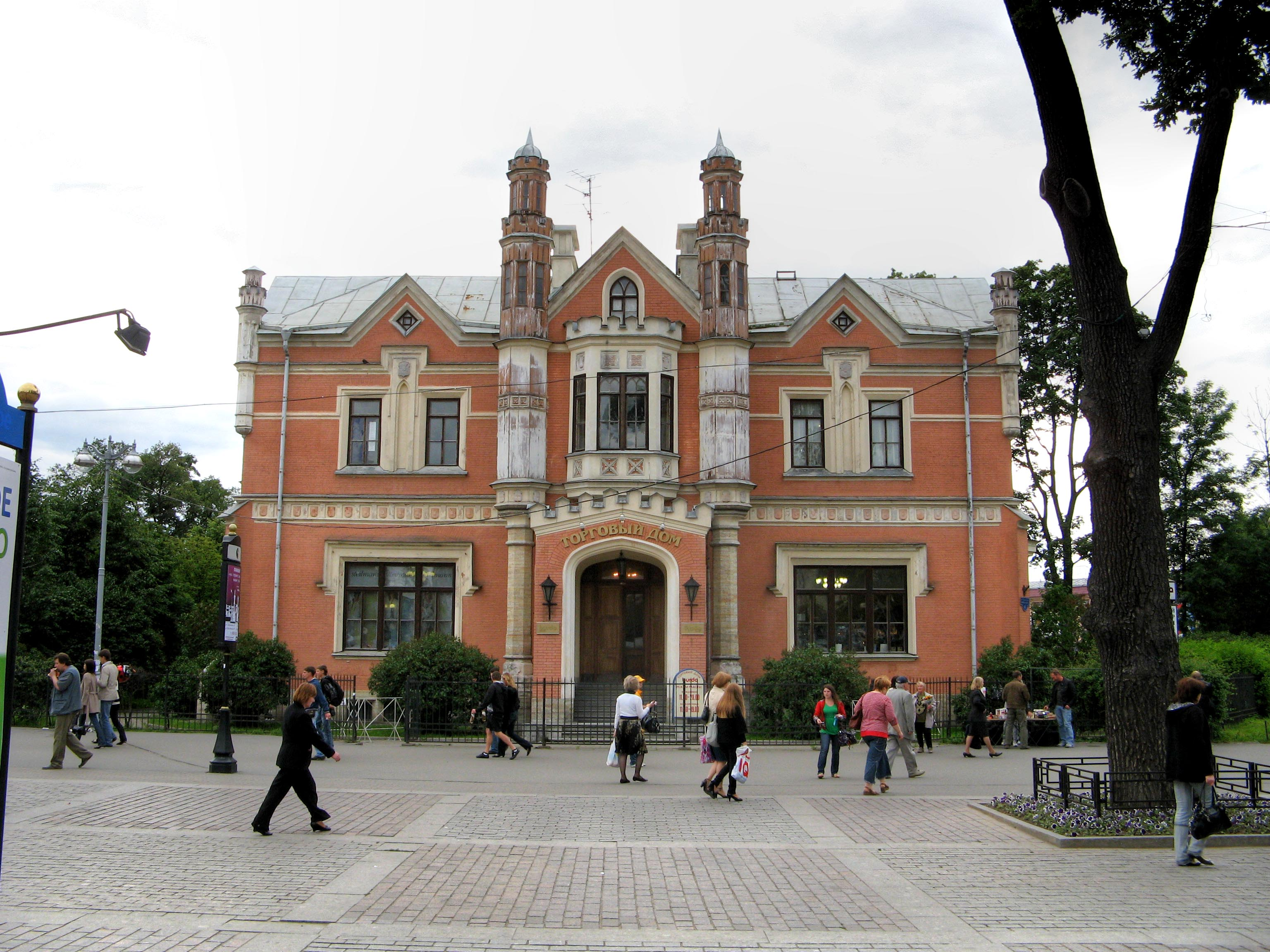
Дача Е. П. Салтыковой на Чёрной речке. Санкт-Петербург. 1847
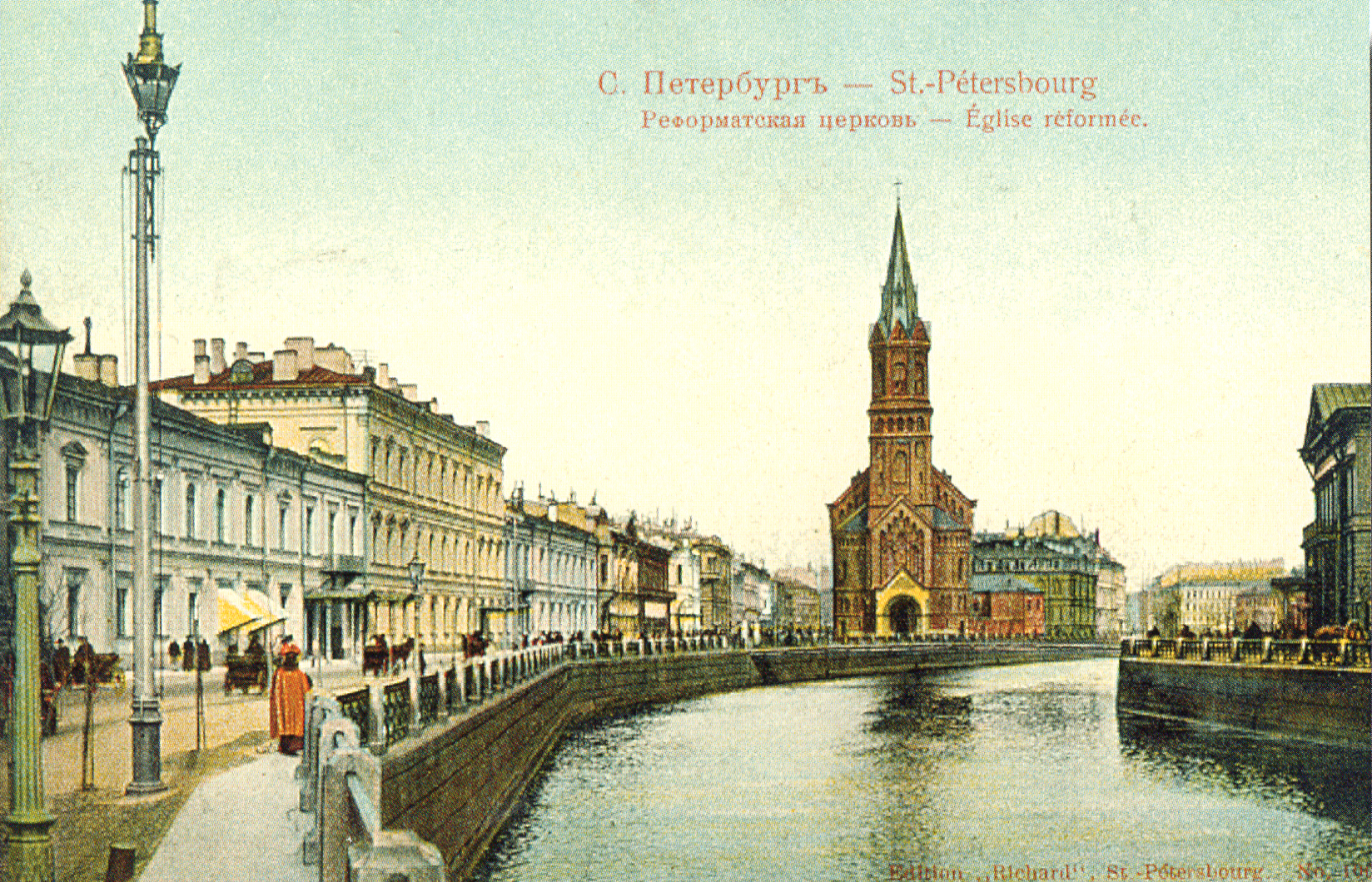
Немецкая Реформатская церковь. 1862—1864.
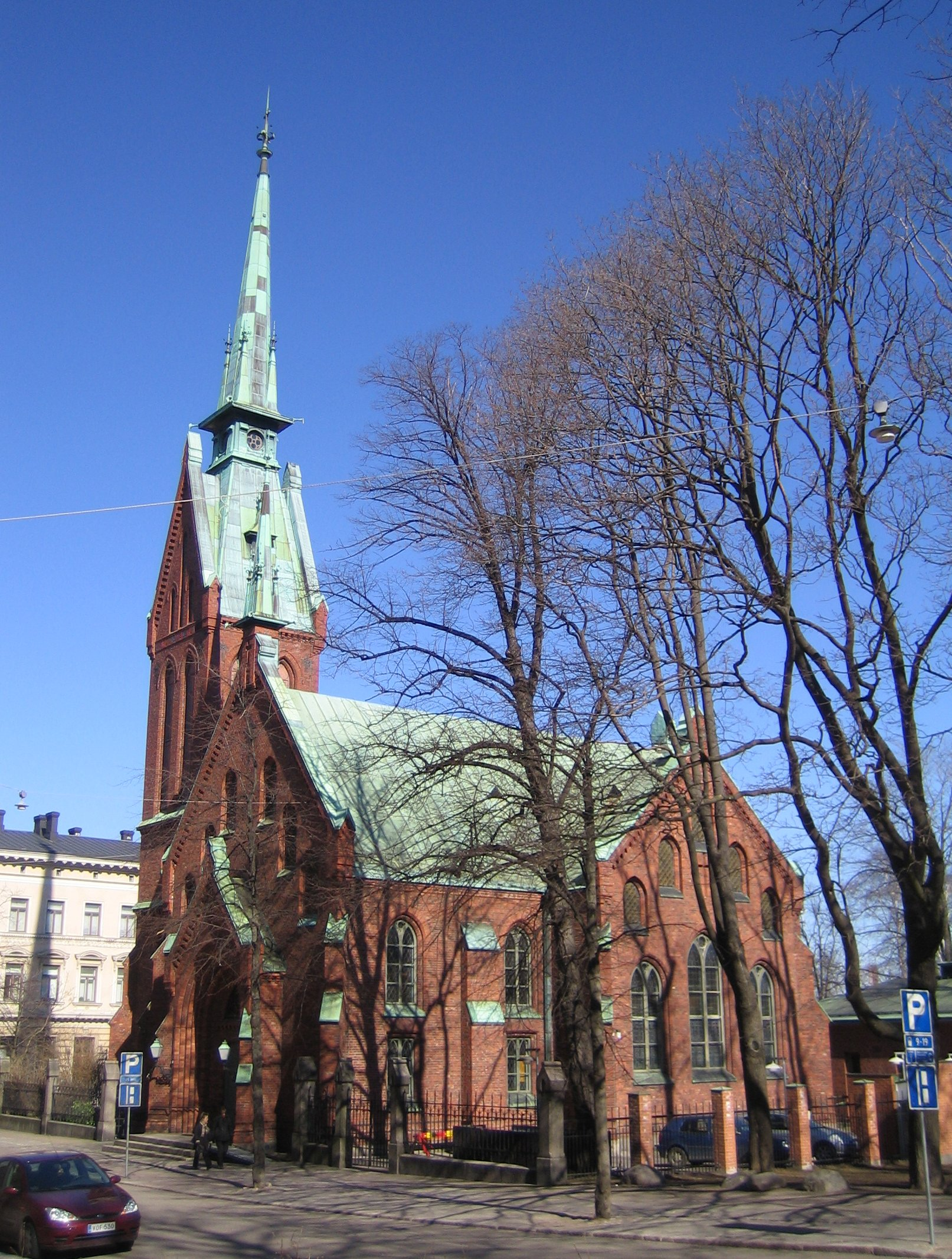
Немецкая Реформатская церковь в Хельсинки. 1864
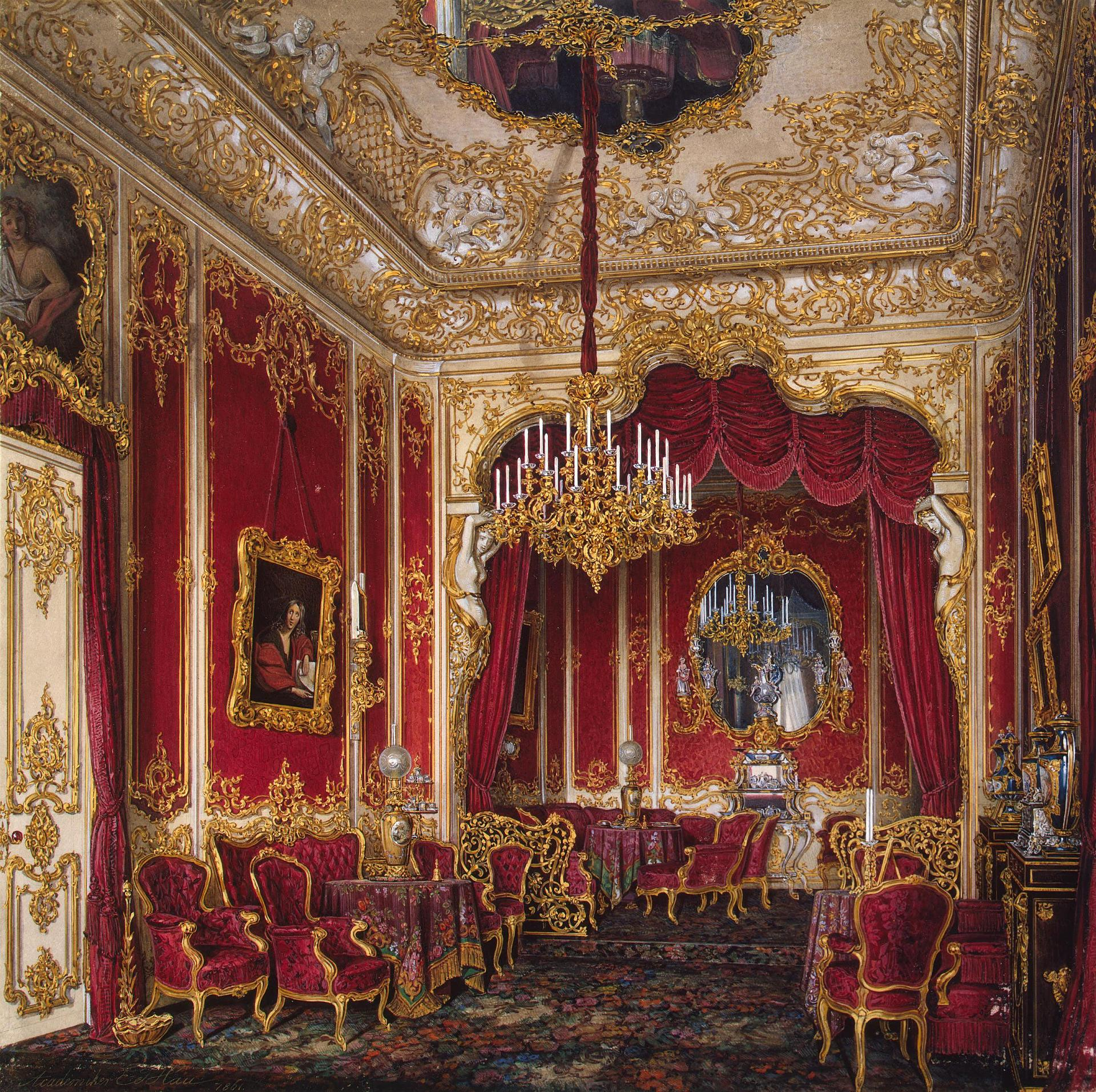
Будуар Марии Александровны в Зимнем дворце. 1853. Акварель Э. П. Гау. 1861
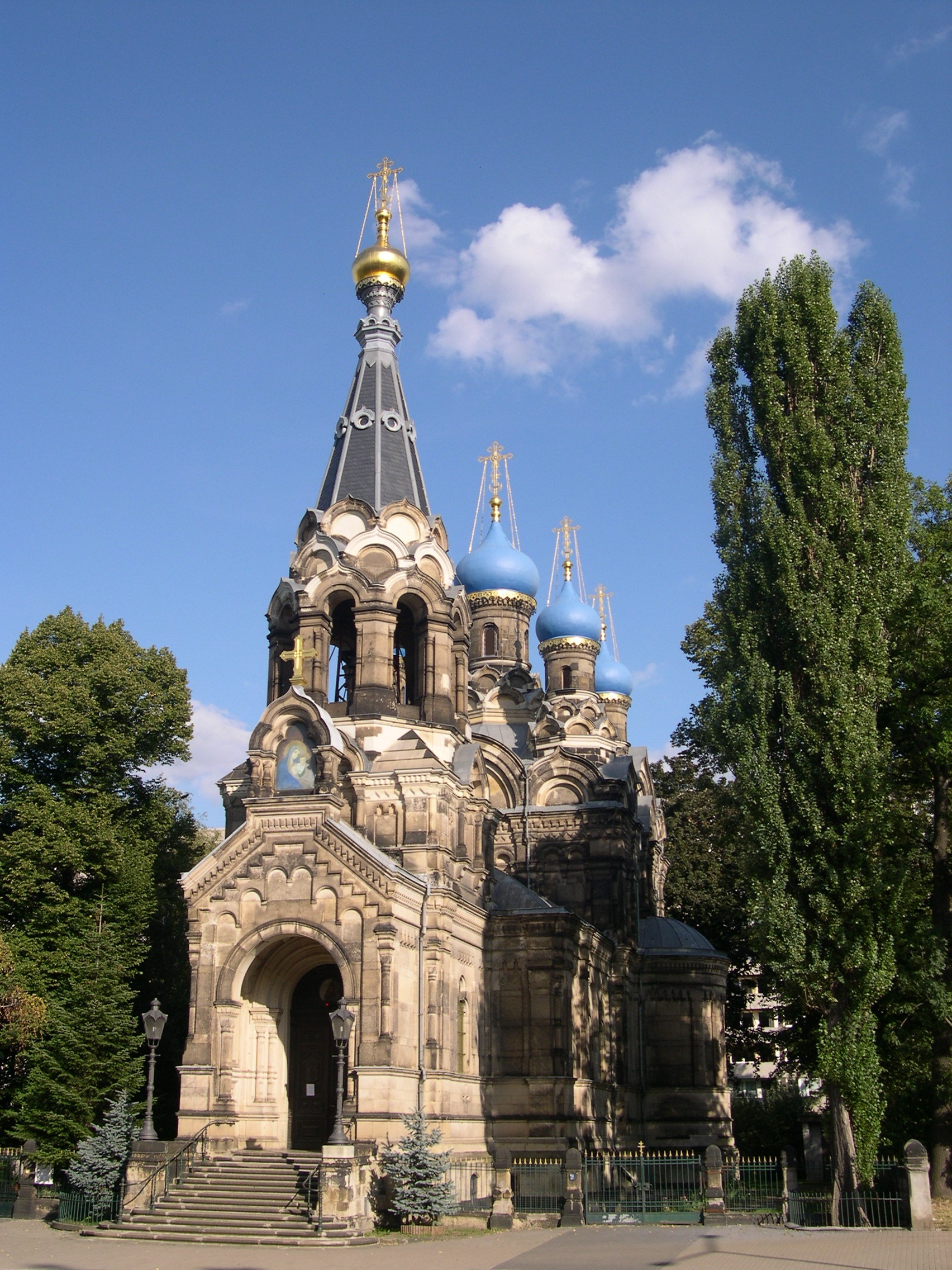
Русская православная церковь в Дрездене. 1874
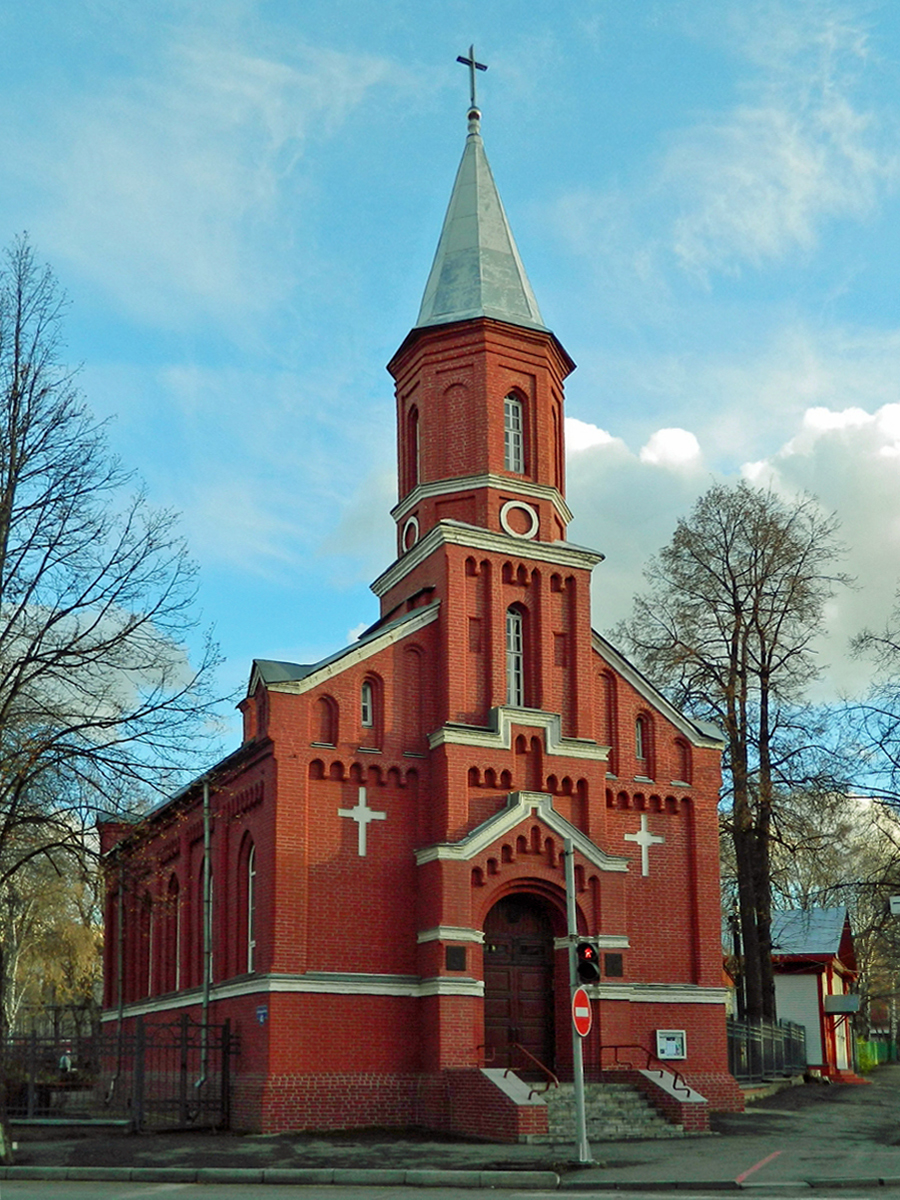
Здание Евангелическо-лютеранской церкви святой Марии в Перми. 1861—1864

## Известные работы
- 1839—1840 — французская реформатская церковь (Большая Конюшенная, 25)
- 1841—1844 — дом И. В. Пашкова (позднее А. Ф. Орлова, департамент уделов), (Литейный проспект, 39)
- 1842—1848 — Доходные дома евангелическо-лютеранской церкви св. Марии. (Большая Конюшенная, 4,6,8)
- 1842—1843 — особняк Е. И. Пашкова (набережная Кутузова, 10)
- 1844 — доходный дом Г. Н. Гарфункель (улица Садовая, 47)
- 1843—1847 — особняк А. А. Закревского. (Исаакиевская площадь, 5)
- 1847—1848 — особняк Степановой (набережная реки Фонтанки, 38)
- ?—1847 — перестройка интерьеров дачи Салтыковой (ул. Академика Крылова, 4)
- 1847—1848 — перестройка доходного дома С. О. Китнера (Исаакиевская площадь, 7)
- 1846—1849 — дом князя Л. В. Кочубея (позже Ю. С. Нечаева-Мальцева) (улица Чайковского, 30)
- 1847—1850 — Собственный дом архитектора. В. О. 4 линия, 15
- 1849 — Достройка дворцово-паркового комплекса директора императорских театров А. И. Сабурова. (Набережная реки Мойки, 122)
- 1850—1859 — Малый дворец в усадьбе Парголово (Шуваловский парк, 1)
- 1852—1855 — биржa в Риге[18]
- 1853—1857 — особняк князя М. В. Кочубея (Конногвардейский бульвар, 7) — перестройка, расширение
- 1857—1859 — Постройки в усадьбе Знаменке. (Петергофская дорога,115)
- 1857—1860 — дом Е. М. Бутурлиной (улица Чайковского, 10)
- 1857—1861 — Дворцово-парковый ансамбль в Михайловке под Петербургом. (Петергофская дорога, 109д)
- 1858—1860 — здания выставок растений, проект постоянного здания (не реализован)[19] на площади перед Александринским театром
- 1859—1860 — Эстонская лютеранская кирха Св. Иоанна (Улица Декабристов,54,а)
- 1859—1863 — церковь Покрова Божьей Матери в Свято-Троицкой Сергиевой Приморской пустыни, Стрельна (взорвана в 1964 году)
- 1860 — Строительство павильона-купальни в Верхнем парке Большого Стрельнинского дворца
- 1863 — Евангелическо-Лютеранская Церковь св. ап. Павла, г. Барнаул (Московский проспект)
- 1861—1864 — Евангелическо-лютеранская церковь Святой Марии, г. Пермь (Екатерининская улица, 43)
- 1857—1864 — Лютеранская церковь Святой Марии (Томск)[20]
- 1861 — Манеж Лейб-Гвардии Уланского полка Петергоф (Улица Аврова, 22)
- 1862—1865 — Немецкая реформатская церковь, совместно с Д. И. Гриммом[21][22], перестроена в 1932—1940 (Большая Морская улица, 58)[23]
- 1864 — Немецкая церковь в Гельсингфорсе (Хельсинки) (Unioninkatu, 1)
- 1872—1874 — Церковь преподобного Симеона Дивногорца (Дрезден) (Fritz-Löffler-Straße, 19)

## Проекты
- Загородный особняк кн. М. Г. Разумовской в Петергофе (1834)
- Дача графини А. Г. Лаваль на Аптекарском острове в Петербурге (1835)
- Рыцарский дом в Гельсингфорсе (Хельсинки) (1848)
- Загородная вилла Вёрмана под Ригой (1850-е годы)
- Постоянная выставка Российского общества садоводства в Петербурге (1850-е годы)

## Перестройки
- 1830 — особняк консула Швеции Г. Стерки (Васильевский остров, 8 линия, 13);
- 1833 — Дом Сиверс (Васильевский остров,10 линия, 7);
- 1836 — Особняк Гамбса (Итальянская улица, 17);
- 1838 — Особняк Е. П. Репниной (Английская наб.,6);
- 1839—1840 — Особняк С. Сиверс (Васильевский остров,10 линия, 19);
- 1840 — Особняк Н. А. Кушелева-Безбородко (Гагаринская ул., 3);
- 1840 — Особняк Е. Н. Нарышкиной (ул. Чайковского, 7);
- 1843 — Особняки Н. Д. Гурьева (Литейный проспект, 60,62);
- 1843 — Особняк П. А. Гамбса (Малая Морская ул, 6);
- 1846—1847 — бывшая усадьба Демидовых на Петергофской дороге и парк при ней;
- 1847—1848 — Доходный дом С. О. Китнера (ул. Почтамтская, 1);
- 1848 — Особняк П. К. Ферзена (ул. Галерная, 49);
- 1849 — Комплекс жилых домов Тарасовых (Набережная Фонтанки, 116);
- 1855—1856 — Дом Ганнибалов (ул. Чайковского, 29).